# Stefan Kießling
Stefan Kießling (pronunție în germană [ˈʃtɛfan ˈkiːslɪŋ]; n. 25 ianuarie 1984, Lichtenfels, Regatul Bavariei, Germania) este un fotbalist german retras din activitate care a jucat ca atacant pentru Bayer Leverkusen și Germania.